# Continuum (Ensemble)
Continuum ist ein 1966 in New York von Cheryl Seltzer und Joel Sachs gegründetes Kammermusikensemble für Neue Musik. Das Ensemble ist unkonventionell in der Zusammenstellung seiner Programme und auch seine Konzerttourneen führen mitunter in Länder, die für gewöhnlich abseits der Routen klassischer Kammermusikensembles liegen. So besuchte es z. B. die Mongolei, Usbekistan und Aserbaidschan. Die Programmgestaltung von Continuum ist charakterisiert durch die Retrospective Concerts, die den Fokus auf einen bestimmten Komponisten richten und auf diese Weise einen eingehenderen Blick auf dessen Schaffen erlauben. In diesem Rahmen gelingt es Continuum, Werke der klassischen Moderne und Avantgarde wiederzuentdecken und zeitgenössische Arbeiten in Uraufführungen vorzustellen.
Die New York Times urteilte über die Arbeit des Ensembles: „Einfach gesagt: Es gibt keine musikalische Gruppierung in New York, die intellektuell verführerischere oder emotional befriedigendere Programme macht als Continuum.“

## Geschichte des Ensembles
Im ersten Jahrzehnt nach der Gründung des Ensembles im Jahr 1966 bestand in seinen Konzertprogrammen ein Gleichgewicht zwischen Werken arrivierter Klassiker der europäischen Musik der ersten Hälfte des 20. Jahrhunderts – wie etwa Claude Debussy, Maurice Ravel oder Igor Stravinsky – und neueren Kompositionen, etwa von Luigi Dallapiccola, Luciano Berio oder Milton Babbitt. Danach erweiterte das Ensemble jedoch sein Blickfeld und spezialisierte sich auf die weniger Renommierten oder noch gänzlich Unbekannten unter den Komponisten der Gegenwart. 

Im Jahr 1985 unternahm Continuum die erste Konzertreise ins Ausland, die durch England und Australien führte.  Es folgten zahlreiche Tourneen durch Deutschland, Frankreich und weitere europäische Staaten. Gegen Ende der Achtzigerjahre verstärkte sich zunehmend das Interesse des Ensembles am Schaffen osteuropäischer und russischer Komponisten, Werke von Galina Iwanowna Ustwolskaja, Leonid Hrabowskyj, Grażyna Bacewicz und anderen wurden in die Konzertprogramme aufgenommen. 1990 und 1996 trat das Ensemble  in der Ukraine auf. Weitere Konzerttourneen führten es nach Usbekistan (1999, 2000, 2002), Georgien (2001), Aserbaidschan (2001) und die Mongolei (2002).

## Besetzung
Das Ensemble spielte im Laufe der Jahre in wechselnder Gruppierung und mit unterschiedlichen Solisten in einer Kernbesetzung von neun Mitgliedern. Darunter die beiden oben bereits erwähnten Gründungsmitglieder Cheryl Seltzer und Joel Sachs.
- Cheryl Seltzer, Klavier u. Ensembleleitung  (Gründungsmitglied)
- Joel Sachs,  Klavier u. Ensembleleitung (Gründungsmitglied)
- Ulla Suokko, Flöte
- Tanya Dusevic Witek, Flöte
- Fiona Kelly, Flöte
- Jayn Rosenfeld, Flöte
- Martin Butler, Oboe
- Moran Katz, Klarinette
- David Gresham, Klarinette
- Sue Heineman, Fagott
- Daniel Grabois, Horn
- Richard Kelly, Trompete
- Mark Steinberg, Violine
- Tom Chiu, Violine

- Renée Jolles, Violine
- Stuart Kanin, Violine
- Patrick Doane, Violine (2004–2010)[8]
- Stephanie Griffin, Bratsche
- Arthur Kampela, Bratsche
- Christopher Gross, Violoncello
- Claire Bryant, Violoncello
- Chris Gross, Violoncello
- Kristina Reiko Cooper, Violoncello
- Kurt Muroki, Kontrabass
- Bridget Kibbey, Harfe
- Oren Fader, Gitarre
- Jared Soldiviero, Schlagwerk
- Erik Charlston, Schlagwerk

## Repertoire
Das Repertoire des Ensembles Continuum setzt sich sowohl aus Werken bereits etablierter zeitgenössischer Komponisten (z. B. Arvo Pärt, Sofia Gubaidulina oder Osvaldo Golijov), als auch aus Arbeiten weniger bekannter Gegenwartskomponisten (z. B. Huang Ruo, Wang Jie od. Carman Moore) zusammen. Doch nach wie vor ist auch die klassische Moderne vertreten, mit Namen wie Béla Bartók, Igor Strawinsky oder Anton Webern.
Im Februar 2002 gab das Ensemble Continuum im Miller Theater in New York ein Konzert zu Ehren der Komponistin Sofia Gubaidulina (1931–2025), die nur wenige Monate zuvor ihren 70. Geburtstag gefeiert hatte. Kernpunkt des Programms bildete Gubaidulinas Stück Perception, für Bariton (Sprechstimme) und 7 Streichinstrumente (1981, rev. 1983; 1986).

### Uraufführungen (Auswahl)
- 1991 Osvaldo Golijov: There is Wind and There are Ashes in the Wind, für Klarinette, Klavier und Erzähler.[10]
- 2001 Ursula Mamlok: Confluences, für Klarinette, Violine, Violoncello und Klavier. UA 2001 in New York.[11]
- 2001 Osvaldo Golijov: Luce, für 2 Klaviere und Sopran od. Bariton. UA am 8. April 2001 im Miller Theater der Columbia University, New York.[12]
- 2007 Benjamin Yusupov: Haqqoni for Eduard Nektalov (Crossroads 4), für Klarinette, Violine, Violoncello, Klavier. UA am 10. Oktober 2007 im Jewish Community Center, New York.
- 2007 Benjamin Yusupov: Metaphor, für Harfe solo. UA am 10. Oktober 2007 im Jewish Community Center, New York.
- 2009 Bun-Ching Lam: Le Vin des Amants, für Sopran, Klarinette, Violine und Klavier zu vier Händen. UA 18. April 2009 in der Merkin Concert Hall, New York.[13]
- 2009 Huang Ruo: Wall Writings, für Gesang, Klarinette, Violine, Violoncello und Klavier. UA am 18. April 2009 in der Merkin Concert Hall, New York.
- 2011 Ursula Mamlok: Mosaics, für Klavier zu vier Händen. UA am 1. Mai 2011 in der Merkin Concert Hall, New York.[14][15]
- 2011 Wang Jie: A Longing for Spring, mehrsprachiger Liederzyklus für Sopran, Klarinette, Violine und Klavier. UA am 1. Mai 2011 in der Merkin Concert Hall, New York.
- 2011 Carman Moore: She (An Appreciation), für Sopran, Klarinette, Violine und Klavier, nach Texten von C. Moore, Lord Byron, Lukrez, Sun Bu’er und Matsuo Bashō. UA am 1. Mai 2011 in der Merkin Concert Hall, New York.

## Diskographie (Auswahl)
Ein Großteil der Einspielungen des Ensembles erscheint bei den weniger renommierten Musiklabels: Nonesuch Records, CRI oder MHS. Jedoch wurden mittlerweile einige der Aufnahmen bei Naxos neuaufgelegt.
- 1991 Conlon Nancarrow: Orchestral and Chamber Music, Ensemble Continuum (Naxos)[17]
- 1994 Tania León: Indígena (CRI / Nwcri)
- 2000 Valentin Bibik, Vol. 2: Premonitions (Cambria)
- 2005 Charles Ives: Three Quarter-Tone Pieces; Five Take-offs; Hallowe’en; Sunrise (Naxos)
- 2005 Leon Kirchner: Duo for Violin and Piano; Trio for Violin, Cello and Piano; etc. (Naxos)
- 2005 Conlon Nancarrow: Pieces Nos. 1 & 2; ¿Tango?; String Quartet No. 1 (Naxos)
- 2005 Ruth Crawford Seeger: Violin Sonata; Piano Pieces; Two Ricercari; Sandburg Songs (Naxos)
- 2007 Robert Erickson: Recent Impressions; Two Songs; High Flyer; Summer Music (Naxos)
- 2007 Roberto Sierra: Turner. Chamber Music of Roberto Sierra (New Albion)
- 2011 Johann Sebastian Bach: Flute Sonatas (Quartz)

## Auszeichnungen
- Vier ASCAP/Chamber Music America Awards for Adventuresome Programming[18]
- Ernst von Siemens Musikpreis[19]